# NK Sračinec
NK Sračinec je nogometni klub iz Sračineca.
Trenutačno se natječe u 4. HNL.
Klub ima 7 ekipa: limači, pioniri (2 ekipe), kadeti, juniori, seniori i veterani.   